# Eupithecia elbursi
Eupitecia elbursi es una especie de polilla de la familia Geometridae. La especie fue descrita por primera vez por András Mátyás Vojnits en 1988, con distribución en Irán. El holotipo de la especie fue descrita a aproximadamente 50 kilómetros (31,1 mi) de Teherán, en el sector Shimshak de los Montes Elburz a unos 2300 metros (7545,9 pies) de altitud. Es una polilla pequeña con una envergadura de aproximadamente 20 milímetros (0,8 plg).